# Věčný šach
Věčný šach označuje v šachu situaci, ve které jeden z hráčů může vytvořit nekonečnou řadu po sobě následujících šachů. Soupeř je tak stále nucen řešit tento šach (přesunout krále na jinou pozici nebo představit některou svou figuru) a nemůže hrát svou vlastní hru.
Tato situace nejčastěji nastává v okamžiku, kdy hráč sice není schopen dosáhnout konečného matu, ale zároveň nechce dovolit soupeři hrát jeho vlastní hru, neboť soupeř by mohl zvítězit. Věčný šach je způsob, jak donutit soupeře k remíze. Ta totiž nastává v okamžiku, kdy se situace na šachovnici třikrát zopakuje, nebo když během 50 tahů není sebrána žádná figura a současně nebylo taženo pěšcem.